# Duri-Aššur
Duri-Aššur war ein assyrischer Statthalter von Tušan am oberen Tigris. Unter Tiglat-Pilesar I. war er Eponymenbeamter für das Jahr 728 v. Chr. und damit ein hoher Würdenträger. Er ist der Verfasser einer Reihe von Briefen, die im Archiv von Nimrud aufbewahrt wurden.